# Segona batalla de Zúric
La Segona Batalla de Zuric es va lliurar entre el 25 i el 26 de setembre de 1799, durant la Guerra de la Segona Coalició, entre l' Armée du Danube francesa sota les ordres del general Andrea Massena i les forces austro-russes dels generals Aleksandr Korsakov i Friedrich von Hotze . Aquest enfrontament va tenir una gran importància per al desenllaç de la campanya de Suïssa, que va passar a ser la República Helvètica, com a república germana i va marcar un punt d'inflexió en la guerra a favor de la França revolucionària.

## Rerafons
Després d'abandonar inicialment Zuric, el general Masséna va aprofitar el debilitament i la manca de cohesió dels seus adversaris, llançant una ofensiva reeixida a través del llac i el riu Limmat i derrotant les tropes austro-russes. A més, l'èxit del general també va tenir conseqüències decisives per a la maniobra en curs del mariscal de camp Alexander Suvorov que, després de les seves victòries a Itàlia, marxava cap a Suïssa per agafar els francesos per darrere pel coll de Sant Gotthard. Després de derrotar els seus oponents a Zuric, el general Masséna va organitzar un hàbil desplegament de forces que va bloquejar el camí del mariscal de camp Suvorov i el va obligar a retirar-se laboriosament cap al Vorarlberg, abandonant els seus plans.

## La batalla
Les forces de la coalició eren significativament més grans que les dels francesos, de manera que Korsakov va enviar una força d'uns 60.000 homes per tallar la retirada francesa. Masséna va atacar sobtadament, agafant Korsakov per sorpresa i derrotant-lo amb força, causant unes 8.000 baixes i capturant canons i altres subministraments.
La majoria dels combats van tenir lloc a les dues ribes del riu Limmat, a les portes de Zuric i dins de la mateixa ciutat. El general Oudinot comandava les forces franceses a la riba dretai el general Mortier les de l'esquerra. Al mateix temps, el general Soult va atacar i derrotar els austríacs, que estaven sota el comandament del baró Hotze, que va morir al començament de la batalla, al riu Linth.
Masséna va envoltar els comandants austríacs amb una maniobra brillant, separant-los així del seu exèrcit; va matar i capturar aproximadament 14.000 homes pertanyents als exèrcits rus i austríac.

## Resultat
França es va salvar d'una invasió imminent perquè Rússia es va retirar de la Segona Coalició. La República Helvètica es va afeblir, va perdre la confiança de la seva població i va entrar en l' Acta de Mediació de 1803, que va restablir parcialment les condicions prerevolucionàries.
La victòria del general Masséna va permetre als francesos mantenir la possessió de Suïssa, va reforçar la posició del Directori i va fer trontollar la confiança del tsar Pau I que, irritat també per la manca de col·laboració dels austríacs, aviat decidiria retirar-se de la coalició.